# Cesare Luporini
Cesare Luporini (Ferrara, 20 agosto 1909 – Firenze, 25 aprile 1993) è stato un filosofo, storico della filosofia e politico italiano.

## Biografia
Nato a Ferrara, ma vissuto fin dall'infanzia a Firenze, Luporini si laurea all'Università di Firenze nel 1933 con una tesi su Kant, discussa con Eustachio Paolo Lamanna. Subito dopo la laurea, nel 1933, si reca a Friburgo, dove frequenta le lezioni di Heidegger (già frequentato da studente nel 1931) e, dopo l'adesione di Heidegger al nazismo, a Berlino, dove ascolta le lezioni sull'etica di Hartmann. In seguito alla pubblicazione di primi saggi su Scheler e Leopardi, e dopo avere iniziato l'attività di insegnamento nei licei di Livorno e Firenze, viene chiamato da Gentile nel 1939 a ricoprire il ruolo di lettore di tedesco alla Scuola Normale Superiore di Pisa, dove rimane fino alla fine della guerra. Nel dopoguerra continua l'insegnamento universitario come professore di Storia della filosofia e poi di Filosofia morale, nelle Università di Cagliari, Pisa e Firenze. 
Negli anni trenta e quaranta, Luporini è una delle voci più interessanti dell'esistenzialismo italiano, con una riflessione incentrata sulla libertà del singolo di fronte alla situazione storica che costantemente lo condiziona e lo limita, riflessione nella quale rielabora in senso progressista la lezione di Heidegger, Scheler e Gentile  (Situazione e libertà nell'esistenza umana, 1941). Nello stesso periodo, politicamente, è (con Bobbio, Capitini e Calogero) tra fondatori del movimento liberal-socialista e animatore della resistenza antifascista.
Con la fine della guerra, Luporini passa dall'esistenzialismo al marxismo e s'iscrive al Partito Comunista Italiano. Con Bianchi Bandinelli e  Bilenchi fonda a Firenze, nel 1945, la rivista interdisciplinare Società, una delle voci più interessanti della rinascita culturale del dopoguerra. L'attività politica prosegue per tutta la sua vita: dal 1956 entra nel Comitato Centrale del PCI, e vi rimane fino allo scioglimento del partito. Viene eletto senatore nella terza legislatura (1958-1963). Tra le iniziative parlamentari, è confirmatario, insieme a Donini, del progetto di legge (n. 359, 21 gennaio 1959) per un'organica riforma della scuola media inferiore, considerata passaggio fondamentale per la democratizzazione della vita civile (Cesare Luporini politico, 2016). Durante il duro confronto politico che nel 1989 porta allo scioglimento del PCI e alla formazione del Partito Democratico della Sinistra, si schiera con Ingrao contro la "svolta" di Occhetto, per la difesa e il rilancio dell'orizzonte comunista. 
Muore a Firenze nel 1993. I suoi resti riposano nella cappella di famiglia al cimitero delle Porte Sante di Firenze. La biblioteca e l'archivio personale di Luporini sono stati trasferiti, dai figli Luigi e Annalisa, presso la Scuola Normale Superiore di Pisa.

## La filosofia marxista
Dopo importanti studi di storia della filosofia dedicati a Leopardi, Fichte, Hegel, Scheler (Leopardi progressivo, 1947; Filosofi vecchi e nuovi, 1947) Luporini intraprende una prima elaborazione filosofica marxista tesa a coniugare il carattere scientifico del marxismo con la rivalutazione del ruolo della soggettività nella società e nella storia, e caratterizzata dal rifiuto di letture dogmatiche e di deteriori forme di economicismo e meccanicismo (1954-1964). Dal 1965 Luporini propone di leggere il pensiero di Marx nell'ottica di una critica radicale allo storicismo, basata sul rifiuto di ogni concezione continuistica e finalistica del processo storico. Poco prima, nel 1962, Luporini aveva aperto una polemica con Della Volpe e la sua scuola sul ruolo in Marx della contraddizione e dell'"oggettività reale", che per Luporini testimoniano, contrariamente alla lettura di Della Volpe, un collegamento di Marx con Hegel anche dopo la fase giovanile della sua riflessione. 
Centrale nel ripensamento di Luporini è l'avvicinamento allo strutturalismo di Althusser, con il quale intrattiene una stretta amicizia, testimoniata da un fitto scambio epistolare.  Ma di Althusser Luporini non condivide l'anti-umanismo: le strutture sociali e i rapporti di produzione non sono concepibili senza gli individui umani che ne sono portatori e i cui bisogni rimangono come finalità dell'azione politica. Elemento centrale in questa interpretazione anti-storicistica del marxismo è la sottolineatura dell'importanza del materialismo storico (i rapporti di produzione come elemento condizionante di tutti gli altri rapporti sociali e delle forme culturali) e la proposta di una sua integrazione in un più ampio materialismo naturale, di carattere fisico e biologico (Introduzione a Dialettica e materialismo, 1974). Il marxismo si configura in questo senso come parte di una più generale teoria dei condizionamenti umani. Il materialismo storico consente di comprendere come i rapporti di produzione si riflettano nella coscienza dei singoli, nelle relazioni intersoggettive e nelle radici stesse della vita morale, la quale presenta però, oltre alla radice sociale, una radice biologica permanente.
In questa lettura di Marx, è fondamentale il concetto di formazione economico-sociale, il quale apre alla possibilità di costituire modelli per l'analisi del modo di produzione capitalistico e delle formazioni sociali su di esso basate. La struttura economica viene così indagata secondo una logica scientifica e secondo un "criterio oggettivo". Nei saggi degli anni sessanta e settanta, il Luporini sottolinea che il modello teorico con cui viene costruito il Capitale di Marx è un misto tra elemento teorico-sistematico e elemento storico-genetico. L'approccio storico-genetico non è un "continuum" evoluzionistico come nella tradizione storicistica, è la fase dell'osservazione empirica e dipende dall'approccio genetico-formale, cioè dall'indagine che permette di stabilire la categoria dominante di una determinata fase storica. Questo modello può dunque aspirare all'universalità, ma anche alla flessibilità di applicazione.
Dopo il 1983, Luporini interrompe il lavoro dentro Marx, per dedicarsi allo studio di Giacomo Leopardi, che lo accompagna fino alla morte (Decifrare Leopardi, 1998). Secondo Luporini, Leopardi non è solo poeta ma anche filosofo, e la filosofia di Leopardi non è permeata dal pessimismo ma da un nichilismo che apre alla resistenza attiva. La formazione filosofica del poeta, illuministica e materialistica, permette di leggere per esempio, nelle "magnifiche sorti e progressive" de La Ginestra, una possibilità di rinnovamento politico-sociale come un compito storico degli esseri umani.

## Scritti
- Leopardi progressivo, Roma, Editori Riuniti 1980, 2018
- Situazione e libertà nell'esistenza umana, Firenze, Le Monnier (1942) (II edizione, modificata e aumentata, Firenze, Sansoni, (1945); III edizione in C. Luporini, Situazione e libertà nell'esistenza umana e altri scritti, Roma, Editori Riuniti, 1993).
- Filosofi vecchi e nuovi, Firenze, Sansoni, (1947)
- La mente di Leonardo, Firenze, Sansoni (1953) (III edizione, Firenze, Le Lettere, 2019).
- Voltaire e le 'Lettres philosophiques', Firenze, Sansoni (1955) (II edizione, Torino, Einaudi, 1977).
- Spazio e materia in Kant, Firenze, Sansoni, 1961.
- Introduzione a K. Marx-F. Engels, L'ideologia tedesca, Roma, Editori Riuniti, 1967 (III edizione, Roma, Editori Riuniti, 2017).
- Dialettica e materialismo, Roma, Editori Riuniti, 1974.
- Decifrare Leopardi, Napoli, Macchiaroli, 1998.
- Gli interventi politici sono raccolti in Cesare Luporini politico, a cura di Federico Lucarini e Sergio Filippo Magni, Roma, Carocci, 2016.
- Altri testi rilevanti pubblicati postumi:
- Il problema della soggettività, «Annali del dipartimento di filosofia dell’Università di Firenze», n. s., V, 2002, pp. 9-21 (relazione al convegno con Sartre del 1961)
- La XI Tesi di Marx su Feuerbach, «Giornale critico della filosofia italiana», XCVII, n. XVI, 2018, pp. 451-486 (lezioni all'Istituto Italiano per gli Studi Filosofici di Napoli del 1983).
- Una bibliografia completa e aggiornata, a cura di Luca Fonnesu, è stata pubblicata nel numero speciale dedicato a Luporini dalla rivista "Il Ponte" in occasione del centenario della nascita: Cesare Luporini, 1909-1993, "Il Ponte", 11, 2009 (cfr. pp. 249-289).
- Una raccolta di scritti in lingua spagnola sul concetto di "formazione economico-sociale" in Marx è in Cesare Luporini-Emilio Sereni, El Concepto de Formación Económico Social, Cuadernos de Pasado y Presente, 39, Ver Curiosidades, 1973.
- Libertà e strutture. Scritti su Marx (1964-1984), a cura di Rosario Croce, Pisa, Edizioni della Normale, 2022.

## Riconoscimenti
Nel 1954 Luporini è stato insignito di un premio per il libro La mente di Leonardo nell'ambito del Premio Viareggio

## Saggi critici su Luporini

### Raccolte di studi su Luporini
- Quarant'anni di filosofia in Italia. La ricerca di Cesare Luporini, numero monografico di "Critica marxista", 1986, n.6
- Il pensiero di Cesare Luporini,, Milano, Feltrinelli, 1996.
- Cesare Luporini, 1909-1993. Firenze, Il Ponte Editore, Il Ponte, N.11, (2009).

### Saggi critici rilevanti
- Eugenio Garin, Esistenza e libertà, in "Critica marxista," n.6, 1986, pagg.5-14.
- Sergio Landucci, Quella 'duplice fedeltà', in Il pensiero di Cesare Luporini, Milano, Feltrinelli, 1996.
- Aldo Zanardo, Un orizzonte filosofico materialistico, in "Critica marxista", n.6, 1986, pagg.15-42.
- Roberto Mapelli, Cesare Luporini e il suo pensiero, Milano, Punto Rosso, 2008.
- Sergio Filippo Magni, La morale, l’umanesimo e lo storicismo. Le lettere tra Luporini e Althusser, "Paradigmi", XXXVII, 3, 2019, pp. 513-534.

## Convegni
- "Giornate di studio" sull'opera di Cesare Luporini organizzate dalla Facoltà di Lettere e filosofia dell'Università di Firenze e dalla fondazione Gramsci di Roma, svoltesi a Firenze il 10 e 11 ottobre 1986.
- Convegno promosso dall'Università di Firenze e organizzato  dal Dipartimento di Filosofia, svoltosi a Firenze il 13 e 14 maggio 1994.